# Patricia Guerra
Patricia Guerra Cabrera (Las Palmas de Gran Canaria, 21 juli 1965) is een Spaans zeilster.
Guerra won tijdens de Olympische Zomerspelen 1992 samen met Theresa Zabell de gouden medaille in de 470. In het zelfde jaar werden Guerra en Zabell wereldkampioen.

## Resultaten

### Wereldkampioenschappen
| Jaar | Plaats | Resultaten |
| ---- | ------ | ---------- |
| 1992 | Cádiz  | 470        |
| 1993 | Crozon | 470        |

### Olympische Zomerspelen
| Jaar | Plaats    | Resultaten |
| ---- | --------- | ---------- |
| 1988 | Busan     | 10e 470    |
| 1992 | Barcelona | 470        |

1988: Lynne Jewell / Allison Jolly ·
1992: Patricia Guerra / Theresa Zabell ·
1996: Begoña Vía Dufresne / Theresa Zabell ·
2000: Jenny Armstrong / Belinda Stowell ·
2004: Sofia Bekatorou / Aimilia Tsoulfa ·
2008: Elise Rechichi / Tessa Parkinson ·
2012: Jo Aleh / Polly Powrie ·
2016: Saskia Clark / Hannah Mills ·
2020: Hannah Mills / Eilidh McIntyre